# Philodendron longirrhizum
Philodendron longirrhizum är en kallaväxtart som beskrevs av M.M.Mora och Thomas Bernard Croat. Philodendron longirrhizum ingår i släktet Philodendron och familjen kallaväxter. Inga underarter finns listade.